# 850-ті до н. е.

## Події
- 856 рік до н. е. — військо Салмансара ІІІ завдало царю Урарту Арамі нищівної поразки в горах Аддуру, столицю Арзашкуні спалено;
- 853 рік до н. е. — Битва при Каркарі — коаліція Араму, Ізраїлю, південносирійських та фінікійських міст зупиняє просування ассирійського війська.

## Правителі
- фараон Єгипту Осоркон II;
- цар Араму Бен-Хадад II;
- царі Ассирії Ашшур-назір-апал II та Шульману-ашаред III (Салманасар III);
- царі Вавилонії Набу-апла-іддін та Мардук-закір-шумі I;
- царі Ізраїлю Ахав та Йорам;
- цар Юдеї Йосафат;
- цар Тіру Іттобал I;
- цар Урарту Арама;
- ван Чжоу Лі-ван.